# Melanchroia tepens
Melanchroia tepens é uma mariposa, ou traça, neotropical da família Geometridae, classificada por Francis Walker em 1854, na página 390 da obra List of the specimens of lepidopterous insects in the collection of the British Museum; o seu holótipo proveniente do Pará, no Brasil, e "Apresentado pela Sra. C. Parker"; estando distribuída, esta espécie, em direção à região meridional da América do Sul até a Argentina.